# M. Hosahalli, Piriyapatna
M. Hosahalli là một làng thuộc tehsil Piriyapatna, huyện Mysore, bang Karnataka, Ấn Độ.